# Мирко Тепшић
Мирко Тепшић (Горња Ступница, Двор на Уни 3. децембра 1961) је генерал-мајор Оружаних снага БиХ.

## Биографија
Рођен је 3. децембра 1961. године у Горњој Ступници, Двор на Уни, Народна Република Хрватска, Федеративна Народна Република Југославија, од оца Живка и мајке Стоје (дјевојачко Маљковић). Има сестре Милицу и Љубицу. По националности је Србин. Ожењен је и у браку са супругом Дијаном (дјевојачко Леко) има синове Данијела и Сашу. Крсна слава породице је Свети Козма и Дамјан - Врачеви (14. новембар). Завршио је основну школу у селу Рујевцу, општина Двор на Уни 1976; Војну гимназију "Иво Лола Рибар" у Загребу 1980; Војну академију Копнене војске - смјер оклопно -механизоване јединице у Београду 1984; Командноштабну академију (командно -штабно усавршавање) 1998. године у Београду и Школу националне одбране (генералштабно усавршавање) 2003. године у Београду. Похађао је више различитих курсева и семинара у области одбране, међу којима семинар на тему "Ресурс менаџмент одбране" у Монтереју, Сједињене Америчке Државе (четири седмице, 2010) и "Безбједност у Јужнопацифичком региону" у Пекингу, Народна Република Кина (три седмице, 2014). Произведен је у чин потпоручника оклопно-механизованих јединица 1984, а унапријеђен у чин поручника 1985, капетана 1988, капетана прве класе 1992, мајора 1995, потпуковника 1999, пуковника 2002, бригадног генерала 2004. и генерал-мајора 2014. године. Обављао је дужности: командир тенковског вода, потом извиђачког вода и тенковске чете у Школском центру оклопних и механизованих јединица у Бањој Луци. У Војсци Републике Српске обављао је дужности командира тенковске чете, замјеника и команданта оклопног батаљона, начелника Оперативно - наставног одсјека у команди 2. оклопне бригаде 1. крајишког корпуса, команданта 304. пјешадијске бригаде 3. корпуса, начелника штаба и команданта 101. оклопне бригаде 1. корпуса и начелника Одјељења за планираље у Генералштабу Војске Републике Српске. У Оружаним снагама Босне и Херцеговине обављао ју дужности замјеника команданта Оперативне команде Оружаних снага БиХ за операције, замјеника команданта Оперативне команде Оружаних снага БиХ за ресурсе и замјеника начелника Заједничког штаба Оружаних снага Босне и Херцеговине за операције. Још се налази у активној војној служби на тој дужности. Службовао је у гарнизонима: Бања Лука, Дервента, Добој и Сарајево. Учествовао је у Одбрамбено-отаџбинском рату од 15. маја 1992. до 14. децембра 1995. године на дужностима командира тенковске чете, замјеника и команданта оклопног батаљона 2. оклопне бригаде 1. крајишког корпуса. Одликован је Медаљом за војне заслуге 1986. и Орденом Карађорђеве звијезде трећег реда. Дипломски рад у Командно-штабној академији радио је на тему "Напад оклопне бригаде на равничарском земљишту", а у Школи националне одбране на тему "Одбрана Републике Српске од неоружаних облика угрожавања безбједности: Са породицом живи у Бањој Луци.

## Унапређења
| Година |  | Чин             |
| ------ |  | --------------- |
| 1984   |  | потпоручник     |
| 1985   |  | поручник        |
| 1988   |  | капетан         |
| 1992   |  | капетан I класе |
| 1995   |  | мајор           |
| 1999   |  | потпуковник     |
| 2002   |  | пуковник        |
| 2004   |  | генерал-мајор   |
| 2014   |  | генерал-мајор   |